# Mesochorus russatus
Mesochorus russatus là một loài tò vò trong họ Ichneumonidae.